# Comuna Starunea, Bohorodceanî
Starunea (în ucraineană Старуня) este o comună în raionul Bohorodceanî, regiunea Ivano-Frankivsk, Ucraina, formată din satele Lastivți și Starunea (reședința).

## Demografie
Componența lingvistică a comunei Starunea
     Ucraineană (99,81%)
     Alte limbi (0,19%)
Conform recensământului din 2001, majoritatea populației comunei Starunea era vorbitoare de ucraineană (99,81%), existând în minoritate și vorbitori de alte limbi.